# Športno orožje
Športno orožje je kratkocevno in dolgocevno strelno orožje, ki ga strelska športna društva, druge sorodne organizacije ter posamezniki uporabljajo za strelsko športno dejavnost (rekreacija, treningi, tekmovanja).